# Hersiliola korbi
Espèce
Hersiliola korbi est une espèce d'araignées aranéomorphes de la famille des Hersiliidae.

## Distribution
Cette espèce est endémique de la province de Djalal-Abad au Kirghizistan,. Elle se rencontre vers le lac de Toktogoul.

## Description
Le mâle holotype mesure 4,5 mm.

## Systématique et taxinomie
Cette espèce a été décrite par Fomichev en 2025.

## Étymologie
Cette espèce est nommée en l'honneur de Stanislav K. Korb.

## Publication originale
- Fomichev, 2025 : « Hersiliola korbi sp. n., the first record of the family Hersiliidae (Arachnida: Araneae) from Tian Shan Mountains, Kyrgyzstan. » Arachnologische Mitteilungen, vol. 69, p. 2-4.